# Pardo (familie)

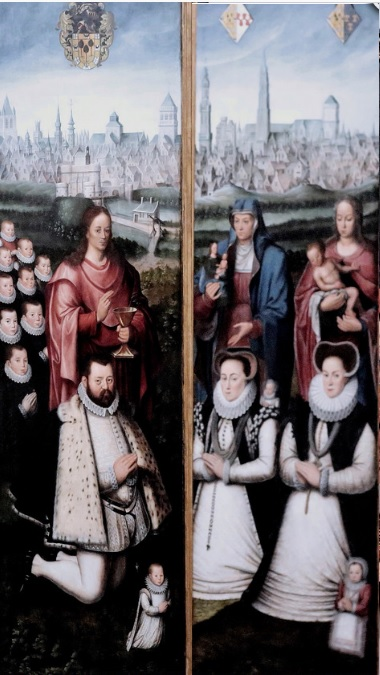
Juan II Pardo en familie, Antoon Claeissens, Brugge, Groeningenmuseum (donatie van de familie Janssens de Bisthoven)

De familie Pardo was een Spaans-Brugse handelsfamilie.

## Geschiedenis
De Pardos van Brugge hadden hun wortels in Burgos (Castilië), waar de hierna genoemde Diego Pardo een handelszaak leidde. Zijn zoon, Silvester Pardo, kwam naar Brugge in de tweede helft van de vijftiende eeuw, om er mee leiding te geven aan de Sociedas de Pardo, een filiaal van de familiezaak, dat zich binnen de Spaanse natie situeerde.
In de volgende generaties burgerden zich leden van de familie in en namen het poorterschap van de stad Brugge of van het Brugse Vrije aan. Het gevolg hiervan was dat aan heel wat leden van de familie verantwoordelijke functies werd opgedragen in het Brugse stadsbestuur of in het bestuur van het Brugse Vrije.
Gedurende verschillende eeuwen trof men nazaten Pardo aan in officiële functies, tot de familietak op het einde van de achttiende eeuw uitstierf. De huwelijken van dochters uit deze familie zorgden voor nakomelingen, zodat talrijke leden van de huidige Belgische adel, met inbegrip van koningin Mathilde van België, het echtpaar Pardo-Lopez onder hun directe voorouders tellen.

## Genealogie
- Diego Pardo x Theresa Rodriguez de Cisneros
  - Silvester Pardo (Burgos, ca. 1460 - Brugge, 1538) x Josine Lopez (†1540)
    - Josine Pardo (†1526) x Fernando d'Ace
    - Silvester Pardo (†1558) x Adrienne Pisquieres
    - Pieter Pardo (†-1568), kanunnik van de Sint-Donaaskathedraal
    - Barbara (†1548) x Juan de Matança (†1564)
    - Diego Pardo (†1559) x Isabeau de Villegas
    - Catherina Pardo (†1580) x Juan Lopez Gallo (†1571), baron van Male
    - Françoise Pardo, in 1520 ingetreden bij de arme claren coletienen in Brugge
    - Marie Pardo, in 1522 ingetreden bij de Arme Claren Coletienen in Brugge
    - Jan I Pardo (1507-1549), x1) Catherine van der Vlaminckpoorte (1508-1540), x2) Godelieve de la Coste
      - Silvester Pardo (†1605), kanunnik van de Onze-Lieve-Vrouwekerk in Antwerpen
      - Diego Pardo x Isabel d'Espinoza
      - Maria Pardo (†1568) x Pedro de Cerezo
      - Josine Pardo (†1567) x Francisco de Salamanca
      - Jan II Pardo (1535-1596), burgemeester van Brugge, x1) Maria Nieulant (†1580), x2) Marie Anchemant (†1595)
        - Frans Pardo (†1615), burgemeester van Brugge, x Josine de la Torre
        - ridder Jan III Pardo (†1631), burgemeester van Brugge, x Maria de Peralta
        - ridder Jacob Pardo (†1641), burgemeester van Brugge, x Lucie Anchemant
          - Jan Pardo, algemeen ontvanger voor Vlaanderen, x de Vuldere
          - Silvester Pardo de Frémicourt (†1657) x Marie Pardo
            - Jacob Pardo de Frémicourt x 1688 met Jacqueline Rogghe
              - Joseph Pardo de Frémicourt (†1749) x Marie-Luce de Grass (†1758)
                - Ignace Pardo de Frémicourt (†1792) x Eleonore Triest
                  - Albert Pardo de Frémicourt (1756-1777), ongehuwd, laatste mannelijke afstammeling
                  - Emerence-Coleta Pardo (1760-1793) x Charles Veranneman de Watervliet (°1759)

## Jan I Pardo
Jan I Pardo (1507-1549) was de jongste zoon van Silvester Pardo. Hij trouwde met Catherine van der Vlaminckpoorte (1508-1540) en vervolgens met Godelieve de la Coste. Van de vier zoons van Silvester, was hij degene die voor nazaten zorgde.
Hij was nog te zeer verbonden met de Spaanse natie om het poorterschap van de stad aan te vragen en aldus in de gelegenheid te zijn om een verantwoordelijkheid op het gemeentelijk vlak op te nemen.
Het was Catherine van der Vlamincpoorte die de heerlijkheid Frémicourt (bij Arras) in de familie Pardo bracht. Sindsdien droegen veel nazaten de naam Pardo, heer van Frémicourt of gewoon Pardo de Frémicourt.

## Jan II Pardo
Jan II Pardo (1535-1596), zoon van Jan I, trouwde met Anna Nieulandt (†1580) en vervolgens met Maria Anchemant (†1595). Hij was de eerste van de familie die gemeentelijke verantwoordelijkheden op zich nam. In 1564-65 werd hij voor het eerst schepen van Brugge. In 1569-1571 werd hij raadslid en in 1571 werd hij opnieuw schepen en bleef dit tot begin 1574. In februari van dat jaar volgde hij de overleden burgemeester van de schepenen op en bleef burgemeester voor de periode 1574-1575.
Gedurende een aantal jaren behoorde hij niet meer tot de stadsbestuurders en dit was het onvermijdelijke gevolg van de inname van Brugge door de Protestantse Republiek, waarbij de calvinisten het stadsbestuur in handen namen. Jan Pardo en andere leden van de familie ontvluchtten de stad. Ze kwamen pas terug nadat de Spanjaarden in 1584 opnieuw de stad in handen kregen. Een van de eerste benoemingen waartoe werd beslist was die van Jan Pardo, die burgemeester van de schepenen werd voor de periode 1584 tot 1586. Hij was het opnieuw voor de periode 1588 tot 1590 en opnieuw van 1591 tot 1593. Van 1593 tot 1595 was hij eerste schepen.

## Jan III Pardo
Jan III Pardo (†1631) volgde zijn vader in de gemeentelijke verantwoordelijkheden op en de vraag stelt zich vanaf wanneer. Zijn vader stierf in 1596 en kan nog tot in 1595 eerste schepen geweest zijn. Het is echter niet onmogelijk dat het Jan III was die dit ambt toen vervulde. In ieder geval was hij het die in 1600-1601 schepen was. In de volgende jaren was zijn broer Frans vaak lid van het gemeentebestuur, zodat de deur gesloten bleef voor Jan III. In 1612-13 en 1614-15 was hij raadslid, in 1615-16 eerste schepen, in 1616-17 raadslid, in 1618-19 burgemeester van de Commune, in 1619-20 raadslid, in 1626-1628 burgemeester van de Commune, en uiteindelijk bereikte hij de hoofdfunctie van burgemeester van de schepenen voor de periode 1628-29.
Jan III Pardo was voogd van het Sint-Janshospitaal en werd in 1627 verkozen tot hoofdman van de Sint-Jorisgilde van kruisboogschutters.

## Frans Pardo
Frans Pardo (†1615), broer van Jan III werd voor het eerst gemeenteraadslid in 1596, het jaar dat zijn vader stierf. In 1604-06 was hij schepen, in 1606-08 burgemeester van de Commune en in 1608-09 eerste schepen. Hij werd burgemeester van de schepenen in 1609-11, eerste schepen voor 1612-13 en ten slotte nogmaals burgemeester van de schepenen voor 1614-1615, jaar waarin hij stierf.

## Jacob Pardo
Broer van Jan III en Frans Pardo, begon Jacob aan zijn gemeentelijke loopbaan in 1622-23 als burgemeester van de Commune en in 1623-24 als burgemeester van de schepenen. In 1624-25 was hij raadslid, in 1625-26 en 1627-28 schepen. Van 1629 tot 1631 was hij burgemeester van de Commune, in 1633-34 opnieuw burgemeester van de schepenen, eerste schepen in 1634-35, in 1638-39 opnieuw burgemeester van de schepenen en in 1639-40 eerste schepen.

## De Pardos in het stadsbestuur
Tijdens de periode lopende van 1564 tot 1639 waren leden van de familie Pardo nadrukkelijk aanwezig in het Brugse stadsbestuur. Tijdens die 75 jaar waren er 44 waarin het bestuur een Pardo onder zijn leden telde in de uiteenlopende functies van raadslid, schepen, burgemeester van de Commune en burgemeester van de schepenen. Vier leden van de familie werden benoemd in het hoogste ambt van burgemeester van de schepenen en dit voor een totaal van 14 ambtsjaren.
Deze drukke aanwezigheid toont aan dat de familie Pardo in die tijd nadrukkelijk tot de voorname beleidsmakers in de stad behoorde. Die aanwezigheid was er ondanks de belemmeringen die werden opgelegd: elk jaar werd een nieuw bestuur gekozen (hoewel dit in die periode niet altijd strikt werd nageleefd) en in principe mocht men geen tweemaal na elkaar dezelfde functie uitoefenen. Waar scherper werd op toegezien was dat geen familieleden mochten zetelen in eenzelfde bestuur, al werd ook dit soms over het hoofd gezien. De Pardos wisselden dan ook vaak onder elkaar en in de jaren dat geen enkele Pardo in het stadsbestuur zetelde, is het waarschijnlijk dat een schoonbroer of een ander familielid hierin aanwezig was.
Dat de Spaanse administratie de leiding had over de Zuidelijke Nederlanden, bracht mee dat er nog al eens Bruggelingen van Spaanse origine werden uitgekozen om in het stadsbestuur te zetelen. Over de periode 1564-1639 waren dit: Juan Perez de Malvenda, Matthias en Antonius d'Agua, Frans de Aranda, Jan Baelde Vasquez, Cornelis della Torre, Jan-Frans de Melgar, Adrianus de Villegas.

## Ook nog in de achttiende eeuw
Na een tussenpoos van bijna een eeuw werden opnieuw leden van de familie Pardo actief in het Brugse stadsbestuur.
- Joseph-Jean Pardo werd voogd van het Sint-Janshospitaal in 1729 en gouverneur van de Bogaerdeschool in 1718. Hij werd raadslid van Brugge in 1721, 1723 en 1742, schepen in 1727, 1731, 1743 en opnieuw schepen vanaf juli 1749. Na zijn dood op 11 oktober 1749 werd hij opgevolgd door zijn zoon Ignace.
- Ignace Pardo werd raadslid in 1743 en in 1749, tot hij zijn overleden vader als schepen opvolgde. Hij was burgemeester van de Commune van 1771 tot 1788 en in dat jaar eerste schepen tot in 1789. In 1792, kort voor zijn dood, was hij nog eens schepen op het einde van de Oostenrijkse tijd. Hij was de laatste mannelijke naamdrager van zijn geslacht.

Zijn zoon Albert Pardo was al heel wat jaren voor hem, ongehuwd overleden. Zijn dochter Emerence stierf ook jong maar was door haar huwelijk met Charles Veranneman de Watervliet de moeder van zes kinderen, onder wie Philippe Veranneman de Watervliet (1787-1844), die burgemeester werd van Brugge. De familie telt nakomelingen tot heden.

## Bron
- Stadsarchief Brugge, Lijst van de Wetsvernieuwingen.